# Pleurotus australis
Pleurotus australis är en svampart som beskrevs av Sacc. 1891. Pleurotus australis ingår i släktet Pleurotus och familjen musslingar.   Inga underarter finns listade i Catalogue of Life.